# Micah Downs
Micah Downs, né le 8 septembre 1986, à Kirkland, dans l'État de Washington, est un joueur américain de basket-ball. Il évolue aux postes d'arrière et d'ailier.

## Palmarès
- Jugador Revelación ACB 2012